# مارک هارمون
توماس مارک هارمون (به انگلیسی: Thomas Mark Harmon) بازیگر آمریکایی و متولد ۲ سپتامبر ۱۹۵۱ در بربنک، کالیفرنیا است. او در سریال ان‌سی‌آی‌اس بازی کرده‌است.
همچنین از فیلم‌ها که وی در آن نقش داشته‌است می‌توان به در جستجوی آزادی، قرارگاه نظامی، جمعه عجیب، وایت ایرپ و دزدی خانه اشاره کرد.